# Humboldt-Hütte
Die Humboldt-Hütte ist eine Schutzhütte der Sektion Alexander von Humboldt des Deutschen Alpenvereins (DAV). Sie liegt im Elbsandsteingebirge in Deutschland. Es handelt sich um eine Selbstversorgerhütte ohne Bewirtschaftung.

## Geschichte
Die Sektion „Alexander von Humboldt“ des DAV ist hervorgegangen aus der Sektion Bergsteigen der Hochschulsportgemeinschaft der Humboldt-Universität, die seit Mitte der 1950er-Jahre bis 1990 bestand. Die Hütte wurde 2002 oder früher erbaut.

## Lage
Die Humboldt-Hütte befindet sich bei Königstein (Sächsische Schweiz) in der Nähe der Elbe auf einer Höhe von 212 m ü. NHN.

## Zustieg
Vom Elbhäuserweg führt ein Fußweg zur Hütte.

## Hütten in der Nähe
- Karl-Stein-Hütte (140 m ü. NHN), Selbstversorgerhütte, Elbsandsteingebirge
- Dessauer Hütte (288 m ü. NHN), Selbstversorgerhütte, Elbsandsteingebirge
- Bielatal-Hütte (380 m ü. NHN), Selbstversorgerhütte, Elbsandsteingebirge

## Tourenmöglichkeiten
- Wanderungen in Königstein (Sächsische Schweiz).[4]

## Klettern
Die Hütte liegt im Teilgebiet Gebiet der Steine innerhalb des Klettergebiets Sächsische Schweiz. Die nächstgelegenen Kletterfelsen liegen am Pfaffenstein, in den Nikolsdorfer Wänden, an den Bärensteinen sowie auf dem anderen Elbufer am Lilienstein.

## Karten
- Kompass Karten 761 Elbsandsteingebirge, Nationalpark Sächsische Schweiz, Nationalpark Böhmische Schweiz: 3in1 Wanderkarte 1:25.000 mit Aktiv Guide, Reiten. Landkarte – Gefaltete Karte, ISBN 978-3991210719
- Kurort Rathen, Hohnstein, Königstein, Gohrisch: Wander- und Radwanderkarte. 1:15.000 GPS-fähig, wetterfest, reißfest Landkarte – Gefaltete Karte ISBN 978-3868430103